# Linda Kisabaka
Linda Kisabaka, nemška atletinja, * 9. april 1969, Wuppertal, Zahodna Nemčija.
Nastopila je na olimpijskih igrah v letih 1992 in 1996, ko je osvojila bronasto medaljo v štafeti 4×400 m in se uvrstila v polfinale teka na 800 m, leta 1992 pa šesto mesto v štafeti 4x400 m. 